# Daniela Galindo Bermúdez
Pour les articles homonymes, voir Galindo (homonymie) et Bermúdez.
Daniela Galindo Bermúdez, née le 8 octobre 1988 à Bogota, est une entrepreneuse colombienne. Elle est présidente et fondatrice de la fondation Hablando con Julis qui a mis au point une application pour aider des personnes handicapées qui ne peuvent pas parler à mieux communiquer.

## Éducation
Daniela Galindo Bermúdez fait des études en génie industriel à l’Université des Andes, puis poursuit son parcours académique à l’Université de Georgetown. Dans la capitale américaine, elle effectue un programme visant à fournir à ses participants les outils permettant de promouvoir le progrès et le développement dans différentes régions d’Amérique latine.

## Vie privée et professionnelle
Sa sœur Juliana est née avec un handicap qui ne lui permet pas de parler et c’est la raison pour laquelle la famille de Daniela Galindo Bermúdez a un jour l'idée de créer un outil technologique pour que Juliana puisse communiquer de manière indépendante. En effet, même si Juliana maîtrise la langue des signes, sa famille se rend vite compte que peu de gens connaissent cette langue, rendant de fait les possibilités de communication avec d’autres personnes très limitées. 
C’est pourquoi, dès 2006, Daniela Galindo Bermúdez et sa famille commencent à envisager le développement d'un logiciel informatique pour lui permettre d'échanger avec d'autres personnes sans avoir recours à un interprète. La fondation Hablando con Julis portant le même nom que le logiciel est ensuite née en 2009. Cependant, si la première version du logiciel est d'abord conçue pour sa sœur et ne compte que 3000 mots, Daniela Galindo Bermúdez, voyant que beaucoup plus de personnes pourraient en bénéficier, décide, avec le soutien d'une fondation privée, de créer une deuxième édition du programme. Ainsi, en 2014, le logiciel compte 125 000 enregistrements multimédias qui incluent des vidéos de mots en langue des signes ainsi que des images associées à des centaines de concepts. 
Le logiciel fonctionne principalement par association d'images et de sons. Concrètement, cela implique que l'application fait en sorte que chaque mot soit accompagné d'une image, d'une vidéo le présentant en langue des signes et d'un système de lecture à voix haute. Cela permet par exemple à un utilisateur de construire une phrase à l'aide d'une palette d'images que le programme peut ensuite traduire à l'écrit, en langue des signes ou prononcer à voix haute. Le logiciel permet donc aussi d'apprendre à lire et à écrire et peut être appréhendé comme une méthode pédagogique basée sur l'utilisation des images comme langage universel. Ainsi, il peut potentiellement aider les personnes sourdes atteintes de trisomie 21, d'aphasie, d'autisme et de paralysie cérébrale à être plus facilement comprises. 
Daniela Galindo Bermúdez s'est ensuite consacrée à plein temps au développement et à la distribution du logiciel dans plusieurs pays d'Amérique du Sud et d'Amérique centrale. Pourtant, même si le marché potentiel de ce logiciel est important puisque, selon elle, 300 millions de personnes dans le monde ne peuvent pas parler pour des raisons diverses et 87% d'entre elles n'apprennent ni à lire ni à écrire, elle n’envisage pas de rechercher la rentabilité à tout prix et sa fondation n'est pas à but lucratif. Actuellement l'application Hablando con Julis est disponible en espagnol et en anglais sur PC ainsi que sur smartphones et tablettes utilisant Android.

## Prix et distinctions
En 2014, grâce à son application, Daniela Galindo Bermúdez atteint la finale du MassChallenge à Boston. En 2015, elle est aussi considérée par la MIT Technology Review comme l’une des personnes de moins de 35 ans les plus innovantes en Amérique latine. De même, l'application Hablando con Julis a été nommée et a reçu en 2016, avec deux autres innovations, le prix Pitch@Palace Global qui récompense des innovations technologiques ayant un impact social important. Enfin, en mars 2019, la Banque interaméricaine de développement reconnait l’apport de son travail dans l'avancement d'un avenir plus inclusif pour l'Amérique latine.